# Enicospilus litae
Enicospilus litae là một loài tò vò trong họ Ichneumonidae.